# Sport Club Internacional (São Paulo)
Pour les articles homonymes, voir Sport Club Internacional (homonymie).
Maillots
Le Sport Club Internacional est un ancien club brésilien basé à São Paulo, fondé le 19 août 1899 et disparu en 1933.
Le terme Internacional de son appellation rappelle sa politique d'ouverture à tous les joueurs, quelle que soit leur origine culturelle ou sociale. Ce principe sera notamment repris par le Sport Club Internacional de Porto Alegre. 
Le club remporte à deux reprises le Championnat de São Paulo, en 1907 et 1928, et en est finaliste en 1906 et 1929. 
Alors qu'il connaît des difficultés financières, le club est finalement dissous en 1933, ce qui donnera naissance au Clube Atlético Paulista

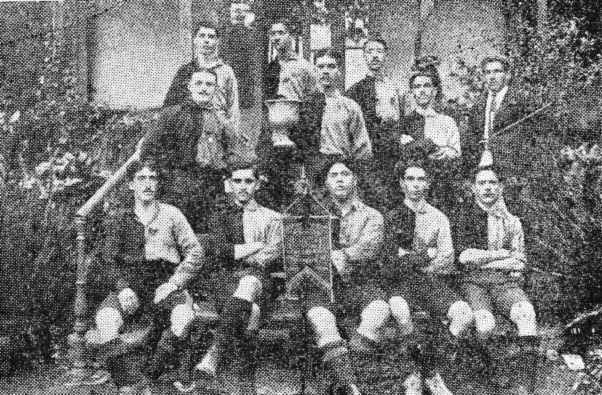
Une des premières équipes du club.